# コンツェルトシュテュック
コンツェルトシュテュック（ドイツ語: Konzertstück）は、日本語では「小協奏曲」「協奏的小品」あるいは「演奏会用小品」などと訳される。以下のように、主にドイツ・オーストリア系の作曲家の作品に名付けられている。
- ウェーバー：ピアノ小協奏曲
- シューマン：4本のホルンと管弦楽のためのコンツェルトシュテュック、ピアノと管弦楽のためのコンツェルトシュテュック（序奏とアレグロ・アパッショナート）
- メンデルスゾーン：クラリネットとバセットホルンのためのコンツェルトシュテュック第1番、第2番
- シャミナード：ピアノと管弦楽のためのコンツェルトシュテュック
- ピエルネ：ハープと管弦楽のための小協奏曲